# Міа Лав
Міа Лав (англ. Ludmya Bourdeau «Mia» Love; 6 грудня 1975, Нью-Йорк — 23 березня 2025, Саратога-Спрінгс, Юта) — американська політична діячка. Член Палати представників США з січня 2015 року до січня 2019 (була першою афроамериканкою з Республіканської партії і першою людиною гаїтянського походження, обраною до Конгресу).

## Життєпис
Народилася у сім'ї гаїтянських батьків, які емігрували до Сполучених Штатів у 1974 році. Вона вивчала театральне мистецтво в Університеті Гартфорда у штаті Коннектикут. Лав переїхала до штату Юта, приєдналася до Церкви Ісуса Христа Святих останніх днів і вийшла заміж за колишнього місіонера Джейсона Лава.
У 2003 році була обрана до ради міста Саратога-Спрінгс, у 2009 році стала мером міста. Була кандидатом у члени Палати представників США від Республіканської партії у 4-му окрузі штату Юта на виборах до Конгресу у 2012 році, але була переможена чинним конгресменом-демократом Джимом Метісоном (48.5 % проти 48.8 % відсотків голосів).